# Das Mädchen Frankie
Das Mädchen Frankie ist ein 1952 entstandenes, US-amerikanisches Coming-of-Age-Filmdrama von Fred Zinnemann. Als Vorlage diente der 1946 erschienene Roman The Member of the Wedding (dt. Titel Das Mädchen Frankie) von Carson McCullers sowie das basierend darauf von McCullers verfasste Bühnenstück von 1950. Die Titelrolle einer Zwölfjährigen, die zum ersten Mal in ihrem Leben mit Verlust und Schmerz konfrontiert wird, spielte die Theaterschauspielerin Julie Harris, die hier ihren Einstand vor der Kinofilmkamera gab. 

## Handlung
Eine Kleinstadt im US-Bundesstaat Georgia im August 1945. Im Zentrum des wenig aktionsreichen Geschehens steht das zwölfjährige Mädchen Frankie Addams. Die eher mürrische, verschlossene Kleine entstammt einer gutbürgerlichen Familie und hat eigentlich nur zwei Freunde: ihren nur unwesentlich jüngeren Cousin John Henry und die schwarze Haushaltshilfe Berenice, eine warmherzige, korpulente Frau, die für Frankie zugleich hilfreiche Ansprechpartnerin und Mutterersatz ist. Heute ist der Hochzeitstag von Frankies Bruder, doch der läuft für das verletzliche Mädchen ganz anders als erwartet. Enttäuscht darüber, dass sie ihn auf seiner Hochzeitsreise nicht begleiten darf, entschließt sich Frankie dazu, von zu Hause fortzulaufen. Als auch noch John Henry ums Leben kommt, bricht endgültig ihre bisher heile Welt in sich zusammen. Ein junger Soldat versucht zu allem Überfluss auch noch, seinen ganz eigenen Nutzen aus Frankies vorübergehender Schutzlosigkeit zu ziehen. Jetzt ist nur noch Berenice für Frankie da, die sich allerdings wie ein Fels in der Brandung erweist und der Kleinen neuen Halt gibt. Aus dem kleinen Mädchen beginnt nach all diesen traumatischen Erlebnissen eine junge Frau zu werden…

## Produktionsnotizen
Das Mädchen Frankie entstand unter anderem in Colusa (Kalifornien) (Außenaufnahmen) und wurde am 25. Dezember 1952 in Los Angeles uraufgeführt. In der Bundesrepublik Deutschland wurde der Film erstmals im Juni 1953 im Rahmen der Berlinale vorgestellt. Im Jahr darauf war der deutsche Massenstart.
Rudolph Sternad zeichnete für den Entwurf der Filmbauten verantwortlich, die Cary Odell ausführte. Frank A. Tuttle sorgte für die Ausstattung. Morris Stoloff hatte die musikalische Leitung.
Julie Harris, Ethel Waters, Brandon De Wilde und einige weitere Darsteller wiederholten hier ihre Rollen, die sie zuvor, vom 5. Januar 1950 bis zum 17. März 1951, in den 501 Vorstellungen der gleichnamigen Broadway-Inszenierung verkörperten. Mit knapp 27 Jahren zur Drehzeit war Harris für die Rolle der Frankie, einer Zwölfjährigen, eigentlich viel zu alt.

## Auszeichnungen
- Julie Harris wurde 1953 in der Kategorie Beste Hauptdarstellerin für den Oscar nominiert.
- Brandon De Wilde erhielt 1953 bei den Golden Globe Awards den Spezialpreis.

## Kritiken
„‚The member of the wedding‘ (‚Das Mädchen Frankie‘, nach dem ausgezeichneten Roman der amerikanischen Schriftstellerin Carsen McCullers), die Story des kleinen, verwilderten, mutterlos aufwachsenden Mädchens Frankie, hat die schönen Qualitäten eines unaufdringlich moralischen Films. Es ist eine Geschichte, die den Lebensmut in guten Dosen darreicht. Dem Regisseur Zinnemann gelingt es, den ganzen eigentlich handlungsarmen Film hindurch in einer beinahe gleichbleibenden und keineswegs üppigen Szenerie ein Kammerspiel aus Licht und Schatten auf die Leinwand zu zwingen.“

„Einfühlsame, vorzüglich gespielte Verfilmung eines autobiografischen Romans.“

„Langsam, aber lohnenswert.“

„Langweilig eingefasst in eine Küchen-Umgebung hat diese Bühnenstückverfilmung interessante Charaktere, ist aber nicht wirklich gut für die daran beteiligten Talente.“